# 여파호
여파호(呂破胡, ? ~ ?) 또는 여벽호(呂辟胡)는 전한 중기의 관료이다.

## 행적
시원 원년(기원전 86년), 수형도위에 임명되었다.
같은 해, 익주의 염두(廉頭)와 고증(姑繒)의 백성들이 반란을 일으켜 관리들을 죽이고, 장가의 담지(談指)·동반(同竝) 등 24개 현에서 동조하니, 그 인원이 3만여 명이었다. 여파호는 촉군을 떠나 건위에서 만여 명을 모아 장가를 쳐서 크게 물리쳤다.
시원 4년(기원전 83년), 고증·엽유(葉榆)에서 다시 반란을 일으키니 여파호는 군사를 이끌고 진압에 나섰으나 진군하지 않았다. 오랑캐들은 익주태수를 죽이고 기세가 등등하여 여파호와 싸웠는데, 싸우다 물에 빠져 죽은 이가 4천여 명이었다.
시원 6년(기원전 81년), 운중태수로 좌천되었다.

## 출전
- 반고, 《한서》
  - 권7 소제기
  - 권19하 백관공경표 下
  - 권95 서남이양월조선전

| 전임 강충 | 전한의 수형도위 기원전 86년 ~ 기원전 81년 | 후임 조충국 |